# Val de San Vicente
Val de San Vicente – gmina w Hiszpanii, w prowincji Kantabria, w Kantabrii, o powierzchni 50,86 km². W 2011 roku gmina liczyła 2844 mieszkańców.